# Емец (река)
Емец — река в Тюменской области России, протекает по территории Бердюжского и Голымшановского районов.
Берёт исток из озера Истошино. Впадает справа в Вагай на 425 км от устья. Длина реки — 132 км, площадь водосборного бассейна — 3010 км².

## Притоки
(км от устья)
- 1 км: Хмелевка (пр)
- Свинуха (пр)
- Шубинка (лв)
- 24 км: Черемшанка (пр)
- 34 км: Катышка (лв)
- Мутовка (лв)
- Быстрая (лв)
- Опеновка (пр)
- 102 км: Малый Емец (пр)
- 107 км: Чирок (лв)

## Данные водного реестра
По данным государственного водного реестра России относится к Иртышскому бассейновому округу, водохозяйственный участок реки — Иртыш от впадения реки Ишим до впадения реки Тобол, речной подбассейн реки — бассейны притоков Иртыша от Ишима до Тобола. Речной бассейн реки — Иртыш.
Код объекта в государственном водном реестре — 14010400112115300012564.